# Roeivereniging Breda

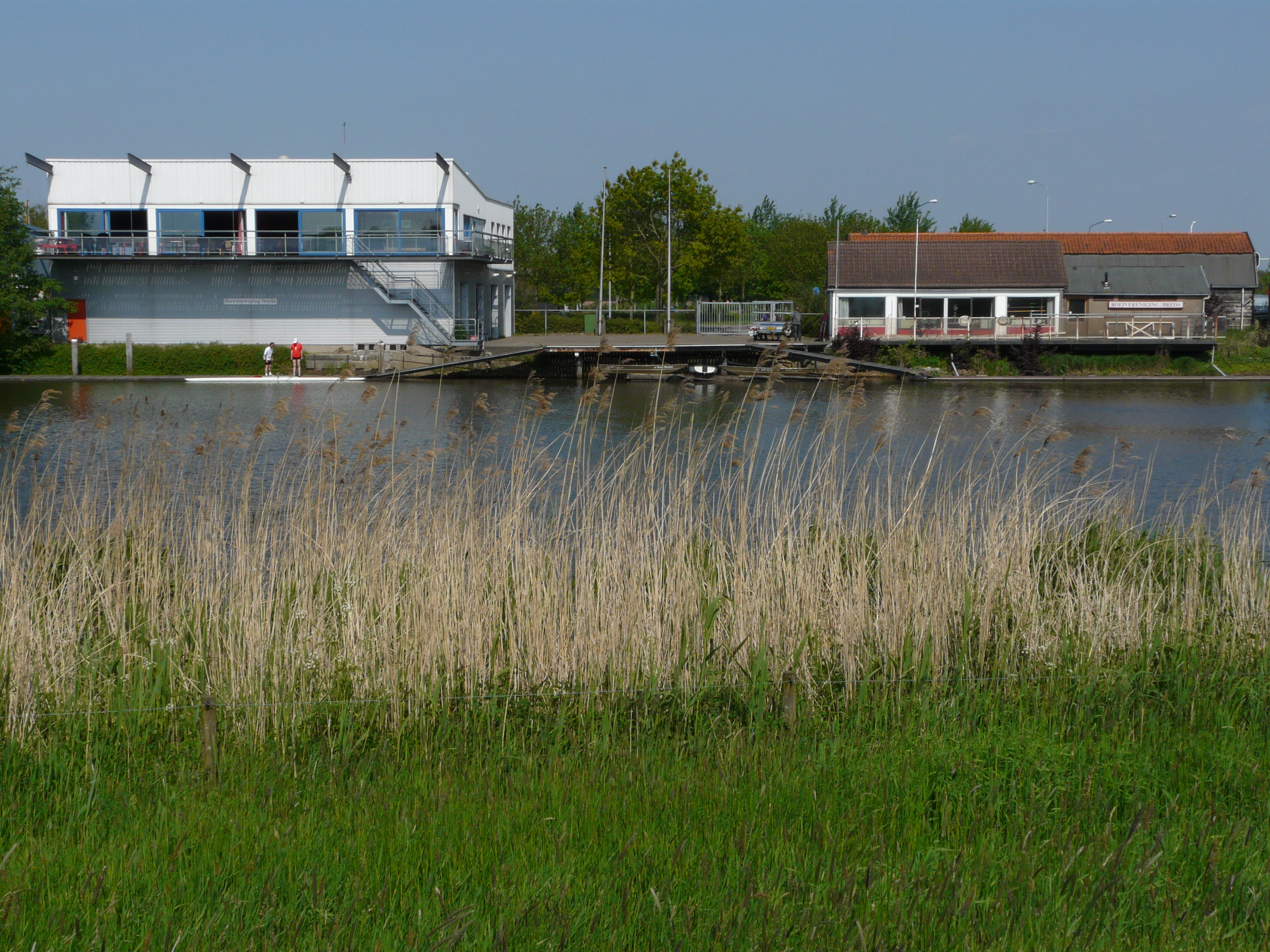

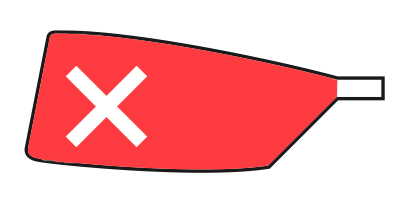
RV Breda is herkenbaar aan de rode bladen met wit kruis

De Roeivereniging Breda is gelegen ten noorden van Breda aan de rivier de Mark, ter hoogte van het Markkanaal in Terheijden. De vereniging heeft ongeveer 400 leden, waarvan de leeftijd varieert tussen 12 en meer dan 90 jaar.

## Geschiedenis
RV Breda werd op 21 oktober 1974 opgericht, onder andere door Junior Kamer Breda en de heren C. van Beusekom (-2008) en Victor Bernhard (1920-2018).De roeivereniging is direct van start gegaan op de huidige plek aan de Mark. Dichter bij Breda kon geen toestemming worden verkregen, terwijl ten zuiden van de stad het roeiwater minder geschikt was. Er werden terreinen en een houten loods gehuurd van waaruit in augustus 1975 daadwerkelijk geroeid kon worden.

### Materieel
In 1977 werd een skiffloods gebouwd en in 1982 vond de officiële opening van een stenen loods plaats. De houten sociëteit werd in 1987 vervangen door een stenen gebouw met terras en mede dankzij een investeringssubsidie van de gemeente Breda konden het jaar daarna de terreinen en de loodsen gekocht worden van de firma Rasenberg. Langzamerhand begon de opslagcapaciteit voor boten een probleem te worden.
Door van andere verenigingen boten te kopen, werd de vloot gestaag uitgebreid en daarnaast kon geleidelijk, toen de vereniging er financieel wat beter voorstond, nieuw materiaal aangeschaft worden. Een aantal keren ondersteunde de Koninklijke Nederlandsche Roeibond (KNRB) met behulp van renteloze leningen, en in 1980 kwam er via de firma Adcom de mogelijkheid om een viertal schepen aan te schaffen. Sinds 1990 kon er een aanschafbeleid gevoerd worden met een vlootplan.
In 2001 werd de huidige botenloods in gebruik genomen. Door deze loods, met bovenverdieping, werd de opslagcapaciteit voor boten fors uitgebreid en kwam een grote sociëteit met kleedruimtes beschikbaar.
In 2015 is een tweede botenloods, vernoemd naar roei-icoon Henk van Heel, in gebruik genomen wat de opslagcapaciteit verdubbelde en ruimte biedt aan een goed uitgeruste werkplaats voor bootonderhoud.

## Evenementen

### Turfschippersregatta
Het roeiwater van de Mark werd bekend door de Turfschippersregatta die sinds de start van de vereniging werd georganiseerd. Het was een langeafstandsrace over 50 kilometer, later teruggebracht tot zo'n 35 kilometer van Roosendaal naar Breda. Ploegen uit binnen- en buitenland namen elk jaar deel aan dit evenement.

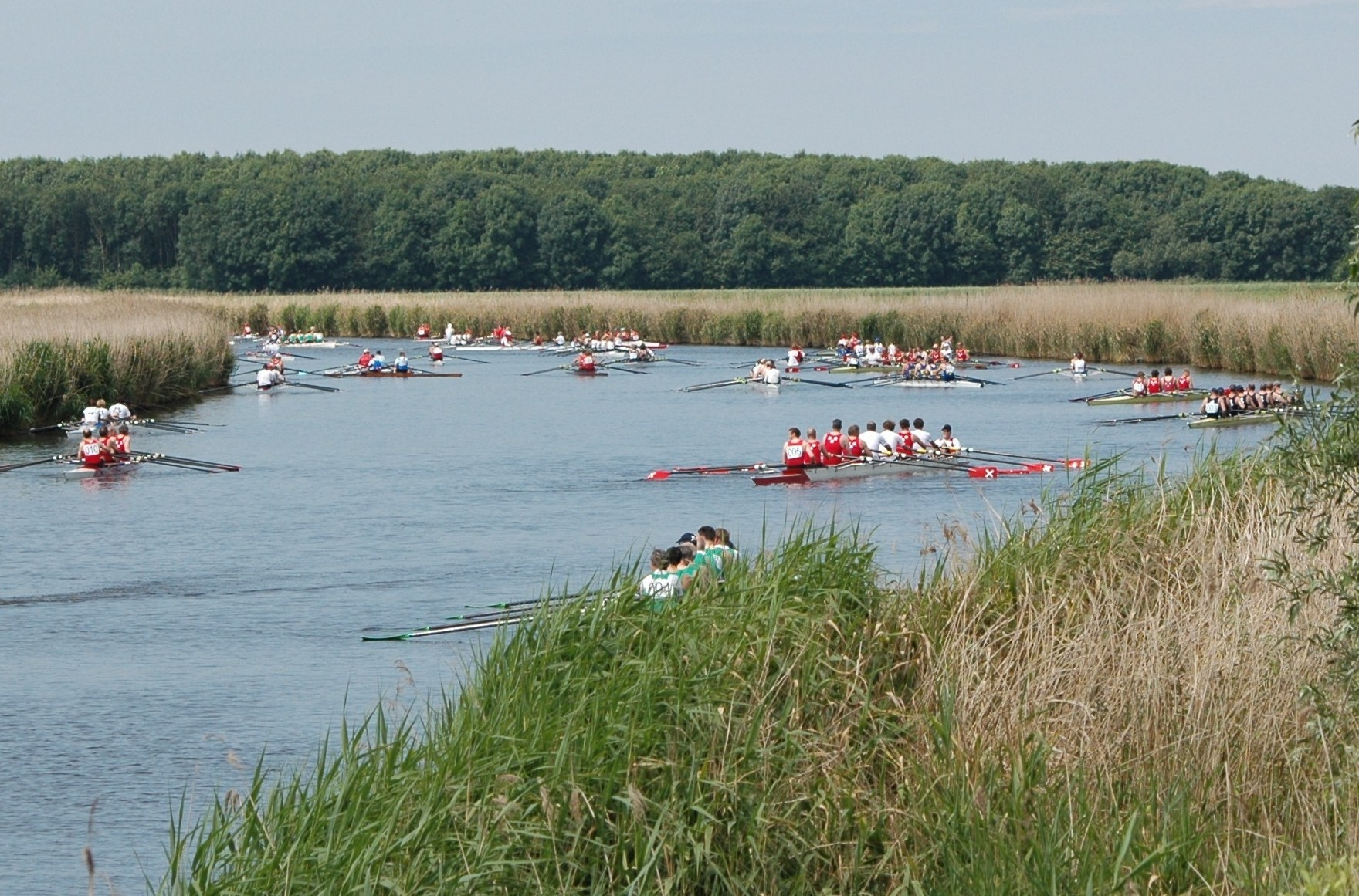
Ploegen liggen klaar voor de start van de Markregatta

### Markregatta
Sinds 2004 organiseert Roeivereniging Breda de Markregatta, een wedstrijd over een afstand van 5 kilometer met een boord-aan-boord start. Er zijn twee heats met voldoende tussentijd om dubbel te starten.De start vindt plaats onder de brug van de HSL-Zuid. Voor de koningsnummers, de dames- en heren-acht, worden extra prijzen uitgereikt. Voor de beste vereniging van de Zuidelijke Roeibond (ZRB) is er de Baroniebokaal, een wisseltrofee. De Markregatta is een van de zeven wedstrijden waarbij de deelnemers in het C-veld meedingen naar de ZRB VIP-prijs. Ook telt de Markregatta mee voor het De Hoop Veteranenklassement.

### Markcompetitie
Roeivereniging Breda organiseert sinds de winter van 2002-2003 jaarlijks de Markcompetitie. In de periode November-April wordt maandelijks een wedstrijd over 4,8 km op de De Mark verroeid. In Maart 2011 is de 50e jubileumwedstrijd georganiseerd. De start is bij kilometerpaal 9, ten Oosten van de HSL-Zuid. De finish is bij hectometerpaal 4.2 ter hoogte van Roeivereniging Breda. Op de 2e zaterdag van de maand om 10.00 uur ’s ochtends start de eerste ploeg. De rest volgt met een startverschil van ongeveer 15 seconden.
De tijden worden gecorrigeerd voor boottype, leeftijd en geslacht. Hiervoor is op basis van de gegevens van meer dan 10 jaar een verfijnde set correctiefactoren berekend. Per ploeg wordt een gemiddelde correctiefactor bepaald, waarmee de einduitslag wordt vastgesteld. Voor de competitie wordt per wedstrijd op basis van de gemiddelde gecorrigeerde tijden een indexcijfer bepaald. Vervolgens wordt het resultaat per roeier van iedere wedstrijd geïndexeerd voor het totaal klassement. Dit wordt berekend op basis van de vier beste resultaten.

## Bekende leden van RV Breda
- Mitchel Steenman
- Olaf van Andel